# آرامگاه سیف‌الدین باخرزی و بیان‌قلی‌خان

آرامگاه سیف‌الدین باخرزی و بیان‌قلی‌خان آرامگاه‌هایی هستند که برای سیف‌الدین باخرزی شیخ خراسانی، و بیان‌قلی‌خان، فرمانروای خانات جغتای ساخته شده‌اند.
این آرامگاه‌ها در آبادی‌ای به نام فتح‌آباد جای دارند. در بخارای سده‌های میانه، در گذشته مجموعهٔ دینی بزرگی قرار داشته‌است. اصل این مجموعه، آرامگاه سیف‌الدین باخرزی بود.
پیروان شیخ باخرزی در این منطقه از رباد («رباد» - حومه) خانقاه‌های بسیاری برای درویش‌ها ساخته‌اند که با کمک‌های پیراون گروه صوفی کبرویه در آنجا زندگی می‌کردند.
آبادی فتح‌آباد با گذشت سال‌ها بخشی از شهر شد. بیان‌قلی‌خان فرمانروای چغاتای دوست داشت که در نزدیکی آرامگاه باخرزی به خاک سپرده شود. در سال ۱۳۵۸ آرامگاه بیان‌قلی‌خان در آنجا ساخته‌شد.
آرامگاه کنونی سیف‌الدین باخرزی ساخته شده در سال‌های پایانی سدهٔ چهاردهم است. و به همراه آرامگاه بیان‌قلی‌خان مجموعهٔ معماری ستایش‌انگیزی هستند. با این همه درخور نگرش بودن این سازه‌ها بیشتر از دید دینی، تاریخی و فرهنگی می‌باشد تا از دید معماری.

## بن‌مایه
- همکاری‌کنندگان ویکی‌پدیا، «Saif ed-Din Bokharzi & Bayan-Quli Khan Mausoleums»، ویکی‌پدیای انگلیسی، دانشنامهٔ آزاد (بازیابی ۰۵ دی ۱۴۰۰)